# Grotta dell'Angelo (San Nicandro Garganico)
La grotta dell'Angelo è una cavità carsica situata sul monte d'Elio, in agro di San Nicandro Garganico (provincia di Foggia), che si apre una grande fenditura rivolta ad ovest a circa 150 m s.l.m.

## Descrizione
La grotta è così denominata in quanto un'antica tradizione la pone come uno dei tre luoghi di culto, in tutto il Gargano, dell'Arcangelo Michele, probabilmente sin dal tempo dell'impero bizantino o della dominazione longobarda.
La cavità, si apre con un grande antro di forma semiellittica a ridosso di un ripido costone di formazione calcarea, rinvigorito da una flora assai variegata e quasi impenetrabile. Si sviluppa orizzontalmente all'interno della collina, stringendosi verso l'interno sino ad un trivio, da cui si dipartono altre due diramazioni, una in direzione Est, piuttosto breve, ed una assai più lunga in direzione Nord.
Povera di concrezioni calcaree, tuttavia presenta un'attività carsica in pieno regime:  è piuttosto facile imbattersi in cannelle calcaree gocciolanti.
La grotta ha conosciuto una frequentazione umana già in tempi preistorici: una campagna di scavo condotta nel 1967-1968 dalla studiosa Mara Guerri dell'Istituto di Paletnologia dell'Università di Firenze, ha portato alla luce resti biologici, selci e ceramiche dal Paleolitico al Medioevo. Sulla parete destra sono tuttora visibili alcuni graffiti.
Il ritrovamento di tombe di età alto-medievale e la presenza di una pila circolare ricavata da un vano naturale, confermerebbero l'uso cultuale della grotta, probabilmente adibita a chiesa, come attestato anche da codici medievali concernenti le pertinenze di Devia, da cui la grotta dista un chilometro.